# Verven (textiel)

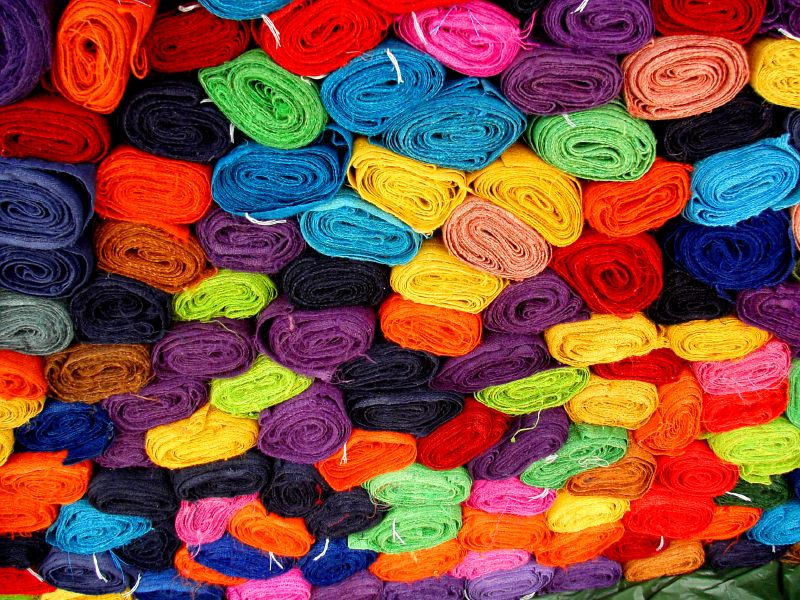
Geverfde weefsels

Bij het verven van textiel wordt het materiaal door het opbrengen van kleurstoffen gekleurd (geverfd). Voor het industriële verven worden hiervoor vooral de in de 19e eeuw ontwikkelde synthetische kleurstoffen gebruikt. Voor sommige keurmerken zijn echter de oude natuurlijke kleurstoffen voorgeschreven. De verfvloeistof wordt verfbad, verfvlot of kortweg vlot genoemd.
Het industriële verven kan in de hele productieketen gedaan worden: 
- losse vezels of hele wolvliezen kunnen geverfd worden,
- gesponnen vezelgaren kan na het spinnen en filamentgaren kan tijdens het spinnen geverfd worden,
- het grootste aandeel vormen weefsels en breisels maar ook
- kant en klare kledingstukken worden geverfd. Het gaat hier met name om kousen, maillots, truien en T-shirts.

## Kleurstofklassen

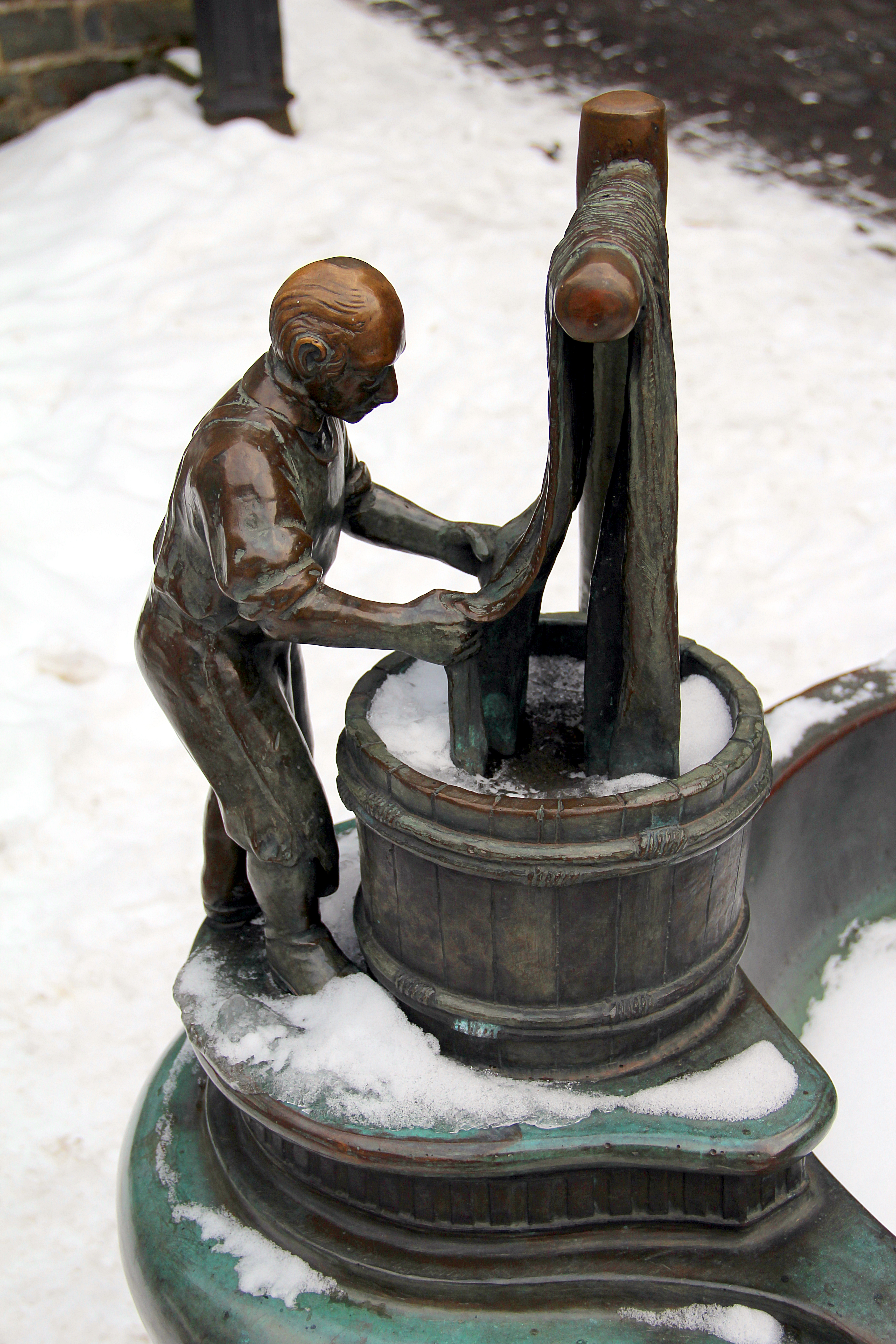
De stofverver van de fontein "Weberbrunnen" om Monschau (Duitsland)

De kleurstofklasse wordt gekozen naar de soort te verven materiaal en naar de gewenste echtheden. Onder echtheid wordt verstaan de weerstand van de kleurstof tegen diverse invloeden gedurende de productie en tijdens het gebruik van het materiaal. Zo is de zweetechtheid de mate waarin de kleur bestand is tegen transpiratie. Aan de hand van onder andere de grondstoffen, de constructie van de stof, de gewenste greep en de toepassing volgt de keuze voor een kleurstof.
Een paar algemene regels zijn: voor cellulose vezels worden kleurstoffen gebruikt die een fysische binding met de vezel aangaan. Voor wol en polyamide met hun amino-eindgroepen in de vezel zijn zure kleurstoffen geschikter. Polyacrylvezels met hun zure groepen kunnen het best met basische kleurstoffen geverfd worden en polyester met zijn molecuulstructuur zonder actieve groepen wordt met dispersiekleurstoffen geverfd. Die kleurstofmoleculen kunnen de vezelstructuur binnendringen als deze door de hoge verftemperatuur opgezwollen is. Na het afkoelen worden de kleurstofmoleculen in het molecuulrooster van de filamenten opgesloten. 

## Verfmethodes

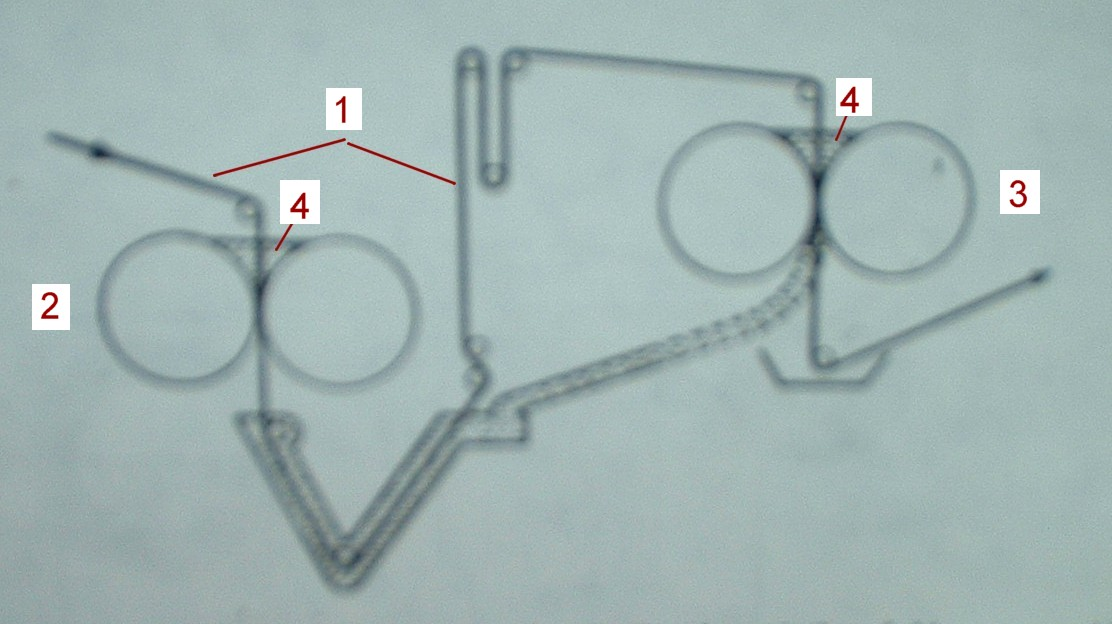
Foulard

Voor het verven wordt gebruikgemaakt van 3 verschillende technologieën. 
- Bij het uittrekprocedé (discontinu proces) worden de kleurstoffen in water opgelost of gedispergeerd. De naam uittrekproces is afgeleid van het feit dat de vezel de kleurstof uit het verfbad trekt. Het verfrecept wordt opgesteld aan de hand van de gebruikte textiele grondstoffen en hun affiniteit tot de kleurstoffen en chemicaliën. In het verfprogramma wordt een tijd-temperatuur verloop voor de verving en voor de beweging van het verfvlot en het materiaal vastgelegd. In deze tijd trekt het materiaal de kleurstof uit het vlot. Hierna wordt de kleurstof meestal in hetzelfde bad op de vezel gefixeerd en ten slotte wordt het materiaal gedroogd.

- Bij het continuprocedé wordt met een foulard gewerkt. Hierbij wordt het materiaal (1) door de walsen (2) in een trog geleid en daarin verzadigd met het verfvlot. In het hierna volgende walswerk (3) wordt het te veel afgeperst, zodat de ingestelde hoeveelheid op het doek overblijft. Daarna wordt de kleurstof op de vezel gefixeerd. Dit gebeurt ofwel koud en duurt dan enkele uren of warm met stoom of droge hitte in enkele minuten. Hierna wordt het doek gewassen om kleurstofresten te verwijderen en betere echtheden te verkrijgen.

- Bij het semi-continuprocedé gebeurt het foularderen continu en wordt het fixeren apart hiervan later gedaan.

## Verfapparatuur

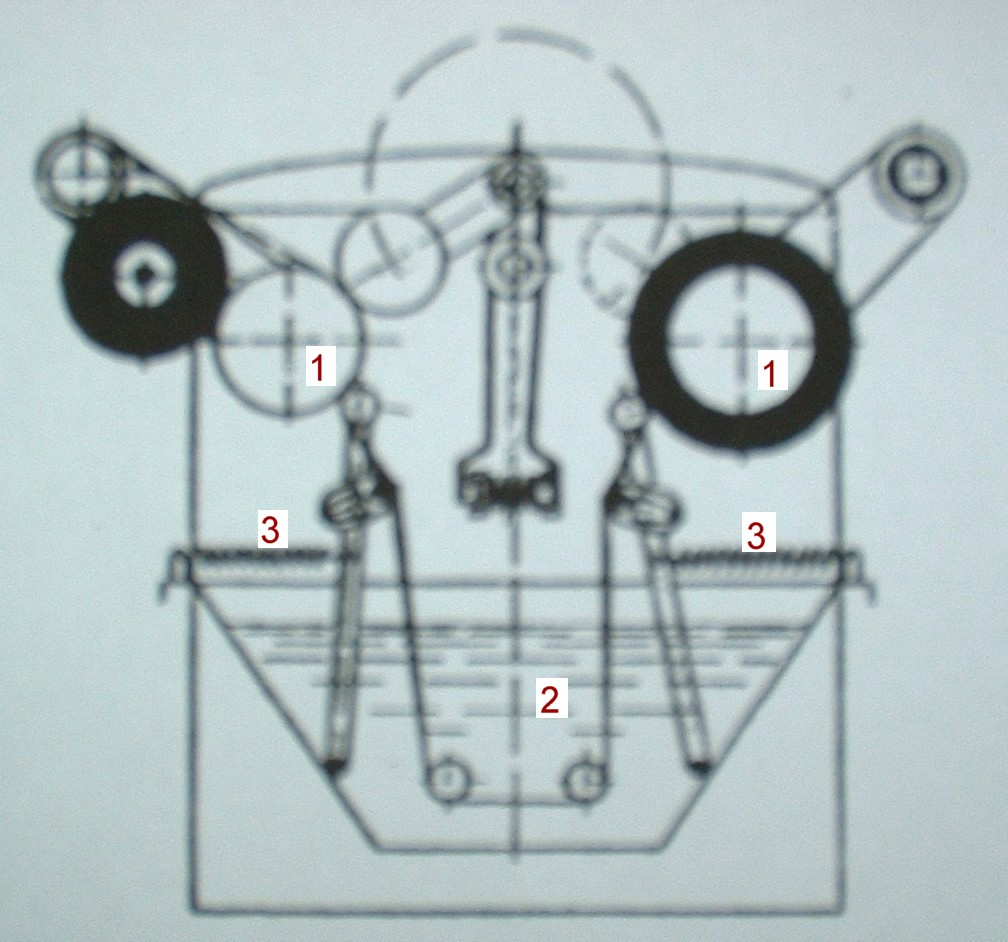
Jigger

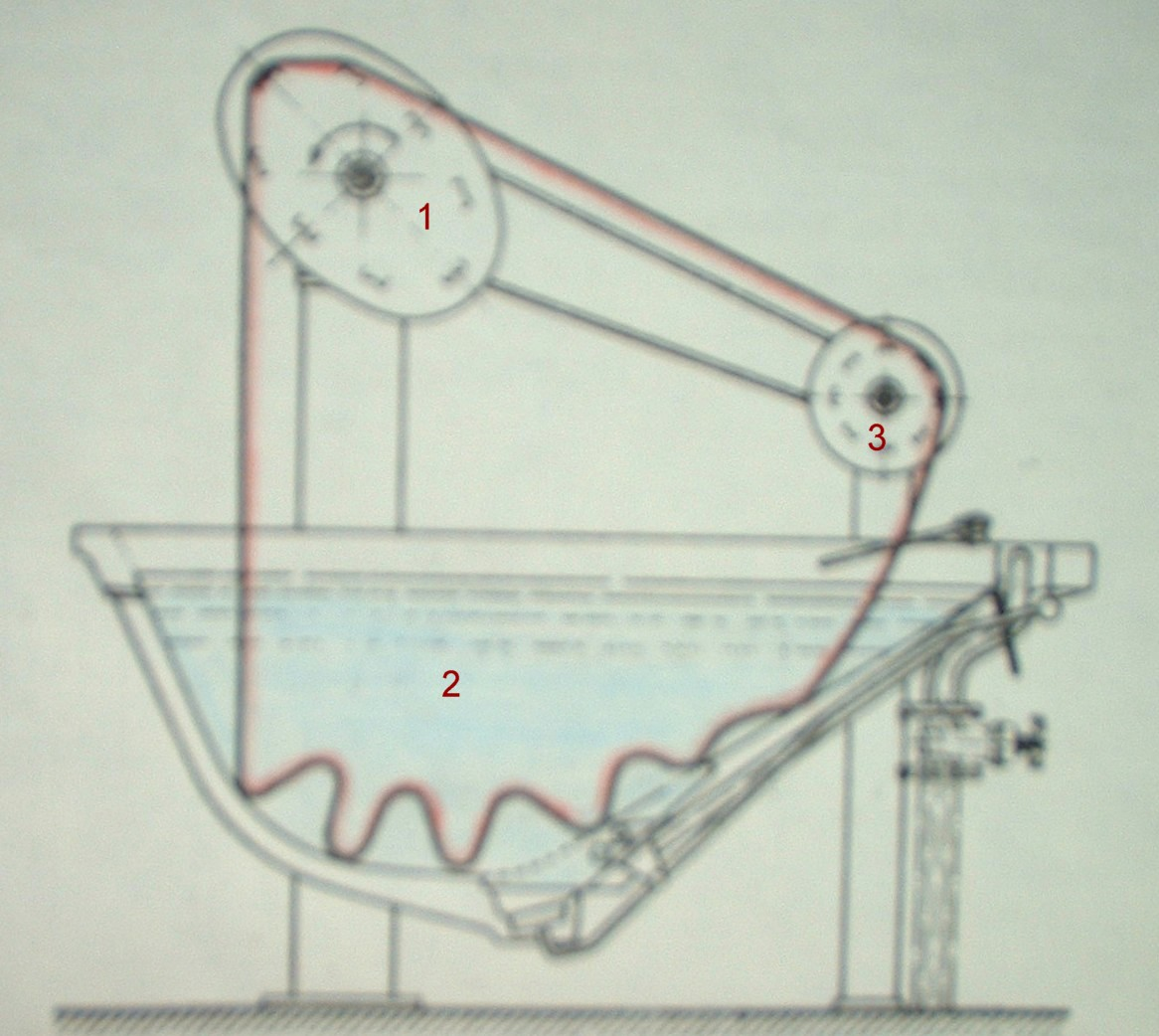
Haspel

Voor het continu- en discontinuprocedé ligt de apparatuur vast: een trog met aansluitend een walswerk.
Voor het uittrekprocedé bestaan een aantal machines; 
- de jigger. Dit apparaat is speciaal voor weefsels geschikt. Het doek wordt op een rol gewikkeld en in de machine gehangen. Daarna wordt het weefsel vanaf de linker wals 1 afgewikkeld, gaat langs twee rollen door het verfbad (2) en wordt daarna aan de andere kant van de machine op de rechterwals opgewikkeld. Deze laatste trekt het weefsel dan met een instelbare spanning door het verfbad. Als de hele rol door het bad is gehaald wordt de wikkelrichting omgekeerd en wikkelt de afgewikkelde rol het doek weer op. Dit proces herhaald zich tot het bad uitgeput is.
- de haspel. Deze machine wordt vooral gebruikt voor breisels omdat hier minder spanning op het doek staat. De machine bestaat uit een kuip met daarboven een ovale haspel (1). Het begin van het doek wordt aan het eind genaaid zodat een eindeloze streng ontstaat. Deze streng wordt door de haspel langs de geleiding (3) door het verfbad (2) getrokken en neemt zo de kleurstof op.
- de jet- of düsenverfmachine. Ook hierbij is het begin van het doek aan het eind genaaid. Voor het naaien wordt het doek door een oog gehaald. In dit oog zitten een aantal spuitmondjes die het vlot schuin tegen het doek spuiten en zo de streng door het oog spuiten. Het doek komt dan in het verfbad terecht en wordt daar door de spuitmondjes doorheen getrokken.
- gereed product wordt geverfd in tumblers, die gebouwd zijn als een centrifuge, maar waarvan de trommel met het materiaal in het verfvlot draait of in een paddle. Deze lijkt op een haspel maar de haspel zelf draait in het verfvlot, niet erboven en beweegt zo de artikelen door het bad. Deze apparaten worden soms ook voor het ambachtelijke verven gebruikt, maar daarvoor ook worden wel open kuipen genomen.

## Milieuaspecten
Bij het verven worden behalve de kleurstof nog verschillend andere chemicaliën en hulpmiddelen gebruikt. Als deze na afloop van het proces zonder meer geloosd worden ontstaat een zeer ernstige verontreiniging van het oppervlaktewater. Dit was nog zo tot in de jaren 60 van de twintigste eeuw. Aan de beken in Twente en Brabant kon men toen zien welke kleur die dag geverfd was. Nu is in ieder geval in West-Europa en Amerika door de bouw van waterzuiveringen, het gebruik van moderne kleurstoffen en het verbod op problematische producten deze vervuiling opgelost. In verschillende andere delen van de wereld bestaat dit probleem echter nog steeds.
De oude verfmachines waren open zodat de dampen zich vrij konden verspreiden, hetgeen niet echt bevorderlijk was voor de gezondheid van de ververs. Moderne machines zijn gesloten, zodat de verfdampen afgezogen en gefilterd kunnen worden. Bovendien kan zo een deel van de gebruikte warmte teruggewonnen worden.